# Heinrich Reventlow (amtmand)
 Der er flere personer med dette navn, se Heinrich Reventlow.
Heinrich greve Reventlow (født 2. marts 1796 i Slesvig by, død 2. juli 1842) var en holstensk amtmand og godsejer, bror til Christian Andreas Julius, Ernst Christian og Friedrich Reventlou og far til Adolf Ludwig Christian Reventlow.
Han var søn af Heinrich greve Reventlow og Sophia Anna rigsgrevinde Baudissin, blev immatrikuleret 1814 ved universitetet i Göttingen, 1817 ved universitet i Kiel, blev 1819 surnumerær kancellist i Departementet for de udenrigske Anliggender, 1820 cand.jur. fra Gottorp, 1822-25 auskultant i Det slesvig-holsten-lauenborgske Kancelli, 1825-28 dansk legationssekretær i Berlin, 1828-31 i Frankfurt am Main. Reventlow var dernæst fra 27. april 1831 til 9. juli 1841 [sic] amtmand i Flensborg Amt, blev 1834 kammerherre, 1839 amtmand over Bordesholm, Kiel og Cronshagen Amter og samme år 4. maj Ridder af Dannebrog. Et portrætmaleri gengiver desuden Reventlow med Kommandørkorset af Dannebrog. Han døde i sit embede.
Han ejede godset Wittenberg (1816).
Reventlow blev gift 13. juli 1831 med hofdame hos prinsesse Caroline Amalie Julie Louise Frederikke rigsgrevinde Rantzau (25. juli 1808 i Itzehoe - 9. december 1894), datter af Carl Emil rigsgreve Rantzau og Emilie Hedevig Caroline komtesse Bernstorff.